# CJ Allen
CJ Allen (* 14. Februar 1995 in Bremerton, Washington) ist ein US-amerikanischer Sprinter und Hürdenläufer, der sich auf die 400-Meter-Distanz spezialisiert hat.

## Sportliche Laufbahn
CJ Allen wuchs in Allyn im Bundesstaat Washington auf und absolvierte ab 2013 ein Studium an der Washington State University. 2022 wurde er bei der Bauhaus-Galan in Stockholm in 48,28 s Zweiter und anschließend gewann er bei den NACAC-Meisterschaften in Freeport in 48,23 s die Bronzemedaille hinter Kyron McMaster von den Britischen Jungferninseln und seinem Landsmann Khallifah Rosser. Im September wurde er in 48,21 s Dritter bei Weltklasse Zürich und siegte dann in 49,10 s beim Hanžeković Memorial in Zagreb. Im Jahr darauf siegte er in 48,78 s bei den Drake Relays und wurde anschließend in 47,93 s Zweiter bei der Doha Diamond League. Daraufhin siegte er in 47,91 s beim USATF Los Angeles Grand Prix sowie in 48,24 s bei den FBK Games. Im Juni siegte er in 47,92 s beim Meeting de Paris und wurde dann bei den Bislett Games in 47,58 s Zweiter. Im Juli wurde er beim Herculis in 47,84 s Dritter und schied bei den Weltmeisterschaften in Budapest mit 48,44 s im Halbfinale aus. 2024 wurde er bei der Doha Diamond League in 48,39 s Zweiter und beim Prefontaine Classic wurde er in 48,99 s Dritter, wie auch bei der Bauhaus-Galan in 48,12 s. Im August schied er bei den Olympischen Sommerspielen in Paris mit 48,44 s im Semifinale aus.

## Persönliche Bestzeiten
- 400 Meter: 46,62 s, 16. April 2022 in Kennesaw
  - 400 Meter (Halle): 46,07 s, 17. Februar 2023 in Albuquerque1
- 400 m Hürden: 47,58 s, 15. Juni 2023 in Oslo